# Президентские выборы в Приднестровской Молдавской Республике (1991)
Президентские выборы в Приднестровье — произошли 1 декабря 1991, они были первыми президентскими выборами после провозглашения независимости ПМР. Вместе с президентом избирался вице-президент ПМР.

## Кандидаты
В Выборах участвовало три кандидата:
- Игорь Смирнов (кандидат в президенты) и Александр Караман (кандидат в вице-президенты),
- Григорий Маракуца (кандидат в президенты) и Борис Акулов (кандидат в вице-президенты),
- Григорий Благодарный (кандидат в президенты) и Людмила Алферьева (кандидат в вице-президенты).

## Результат
Президентом ПМР был избран Игорь Смирнов, за которого проголосовало 65,4 % приднестровцев, которые приняли участие в голосовании.
Григорий Маракуца набрал 31 % голосов, Григорий Благодарный 1,5 %. Всего в выборах участвовали 372 тысячи человек, или 78 % граждан, внесённых в списки для голосования.